# Siphonocladaceae
Siphonocladaceae, porodica zelenih algi u redu Cladophorales.

## Rodovi
1. Apjohnia Harvey
2. Boergesenia J.Feldmann
3. Chamaedoris Montagne
4. Dictyosphaeria Decaisne
5. Ernodesmis Børgesen
6. Siphonocladus F.Schmitz